# USS Joyce (DE-317)
USS Joyce (DE-317/DER-317) là một tàu hộ tống khu trục lớp Edsall từng phục vụ cùng Hải quân Hoa Kỳ trong Chiến tranh Thế giới thứ hai. Nó là chiếc tàu chiến duy nhất của Hải quân Hoa Kỳ được đặt cái tên này, theo tên Thiếu úy Hải quân Philip Michael Joyce (1920-1942), người từng phục vụ trên tàu khu trục Peary (DD-226) và đã tử trận ngày 19 tháng 2, 1942 khi Peary bị máy bay từ tàu sân bay Nhật Bản đánh chìm trong vụ ném bom Darwin. Nó đã phục vụ cho đến khi chiến tranh kết thúc, xuất biên chế năm 1946, rồi được xếp lại lớp như một tàu hộ tống khu trục cột mốc radar DER-317 vào năm 1950 và tiếp tục phục vụ từ năm 1951 đến năm 1960. Con tàu cuối cùng bị bán để tháo dỡ vào năm 1973. Joyce được tặng thưởng một Ngôi sao Chiến trận do thành tích phục vụ trong Thế Chiến II.

## Thiết kế và chế tạo
Lớp Edsall có thiết kế hầu như tương tự với lớp Cannon dẫn trước; khác biệt chủ yếu là ở hệ thống động lực Kiểu FMR do được trang bị động cơ diesel Fairbanks-Morse dẫn động qua hộp số giảm tốc đến trục chân vịt. Đây là cấu hình động cơ được áp dụng rộng rãi trên tàu ngầm, được chứng tỏ là có độ tin cậy cao hơn so với lớp Cannon.
Vũ khí trang bị bao gồm ba pháo 3 in (76 mm)/50 cal trên tháp pháo nòng đơn có thể đối hạm hoặc phòng không, một khẩu đội pháo phòng không Bofors 40 mm nòng đôi và tám pháo phòng không Oerlikon 20 mm. Vũ khí chống ngầm bao gồm một dàn súng cối chống tàu ngầm Hedgehog Mk. 10 (có 24 nòng và mang theo 144 quả đạn); hai đường ray Mk. 9 và tám máy phóng K3 Mk. 6 để thả mìn sâu. Con tàu vẫn giữ lại ba ống phóng ngư lôi Mark 15 21 inch (533 mm), và được trang bị radar SC dò tìm không trung và mặt biển. Thủy thủ đoàn đầy đủ bao gồm 186 sĩ quan và thủy thủ.
Joyce được đặt lườn tại xưởng tàu của hãng Consolidated Steel Corporation ở Orange, Texas vào ngày 8 tháng 3, 1943. Nó được hạ thủy vào ngày 26 tháng 5, 1943, được đỡ đầu bởi bà Harold T. Joyce, mẹ Thiếu úy Joyce, và nhập biên chế cùng Hải quân Hoa Kỳ vào ngày 30 tháng 9, 1943 dưới quyền chỉ huy của Hạm trưởng, Thiếu tá Tuần duyên Robert Wilcox.

## Lịch sử hoạt động

### 1943 - 1946
Sau khi hoàn tất việc chạy thử máy huấn luyện tại vùng biển Bermuda, Joyce gia nhập Đội hộ tống 22 để làm nhiệm vụ hộ tống vận tải vượt Đại Tây Dương. Nó khởi hành từ Norfolk, Virginia vào ngày 4 tháng 12, 1943, hộ tống một đoàn tàu 100 chiếc hướng sang Bắc Phi, đi đến Casablanca, Maroc thuộc Pháp và quay trở về New York vào ngày 31 tháng 1, 1944. Nó lại lên đường vào ngày 1 tháng 3 để hộ tống một đoàn tàu vận tải khác đi sang Derry, Bắc Ireland. Trên đường đi vào đêm 9 tháng 3, tại vị trí cách Iceland 400 mi (640 km) về phía Nam, nó dũng cảm né tránh hai đợt tấn công của tàu ngầm U-boat Đức để cứu vớt 28 người sống sót từ chiếc tàu chị em USS Leopold, vốn đã trúng ngư lôi trong lúc truy đuổi một mục tiêu phát hiện được qua radar. Đi đến Derry vào ngày 11 tháng 3, nó chuyển những người bị thương của Leopold lên bờ, rồi lên đường một tuần sau đó cho hành trình quay trở về Hoa Kỳ, về đến vùng bờ Đông vào ngày 28 tháng 3.
Khởi hành từ New York vào ngày 15 tháng 4, Joyce tham gia hộ tống một đoàn tàu vận tải thứ hai đi sang Bắc Ireland. Đang khi hộ tống một tàu buôn bị tách khỏi đoàn, nó được lệnh đi đến trợ giúp cho chiếc tàu chở dầu SS Pan-Pennsylvania, vốn đã trúng ngư lôi từ tàu ngầm đối phương và đang bốc cháy. Sau khi cứu vớt được 31 người sống sót bao gồm hạm trưởng chiếc tàu chở dầu, nó dò được tín hiệu sonar mục tiêu lúc 09 giờ 50 phút và tiếp cận để tấn công. Một loạt 13 quả mìn sâu tung ra đã buộc tàu ngầm U-550 phải trồi lên mặt nước, cách đuôi của Joyce 2.000 yd (1.800 m). Tàu hộ tống khu trục Gandy (DE-764) nổ súng nhắm vào chiếc U-boat, và sau đó húc vào đối thủ; và sau đó Joyce, Gandy và Peterson (DE-152) tiếp tục nả pháo nhắm vào đối thủ. Đến 14 giờ 09 phút, U-550 ra dấu hiệu đầu hàng và thủy thủ bắt đầu bỏ tàu. U-550 đắm ở vị trí về phía Đông New York, tại tọa độ 40°09′B 69°44′T / 40,15°B 69,733°T; 44 thành viên thủy thủ đoàn của nó đã tử trận, và chỉ có 12 người sống sót kể cả hạm trưởng, được Joyce cứu vớt và bắt làm tù binh. Đoàn tàu vận tải đi đến Derry an toàn vào ngày 26 tháng 4, và Joyce quay trở về New York vào ngày 12 tháng 5.
Trong một năm tiếp theo, Joyce còn thực hiện thêm tám chuyến hộ tống vận tải vượt đại dương từ New York sang Anh. Sau khi chiến tranh kết thúc tại Châu Âu, nó quay trở về New York sau chuyên đi cuối cùng vào ngày 13 tháng 5, 1945, và chuẩn bị để được điều động sang khu vực Mặt trận Thái Bình Dương. Con tàu cùng Đội hộ tống 22 rời New York vào ngày 4 tháng 6 để thực hành tác xạ và chống tàu ngầm tại vùng biển Caribe, rồi khởi hành từ vịnh Guantánamo, Cuba vào ngày 20 tháng 6. Đơn vị băng qua kênh đào Panama vào ngày 23 tháng 6, ghé qua San Diego, California trên đường hướng sang khu vực Hawaii, rồi đi đến Trân Châu Cảng vào ngày 11 tháng 7. Đội hộ tống vẫn đang thực tập chống tàu ngầm tại vùng biển Hawaii khi Nhật Bản chấp nhận đầu hàng vào ngày 15 tháng 8, giúp chấm dứt vĩnh viễn cuộc xung đột.
Joyce lên đường vào ngày 28 tháng 8 để đi đến Saipan, và sau đó lên đường đi Sasebo, Nhật Bản trong thành phần hộ tống một đoàn tàu đổ bộ. Đến nơi vào ngày 22 tháng 9, nó khởi hành ba ngày sau đó hộ tống một đoàn tàu đổ bộ LST đi Philippines, đi đến vịnh Leyte vào ngày 2 tháng 10. Con tàu ở lại quần đảo Philippine để làm nhiệm vụ hộ tống trong suốt tháng 10, và khởi hành từ Samar vào ngày 4 tháng 11, vận chuyển 29 cựu chiến binh quay trở về Trân Châu Cảng. Đến nơi vào ngày 15 tháng 11, nó tiếp tục hành trình hai ngày sau đó và về đến San Diego vào ngày 23 tháng 11. Sau khi tiễn hành khách rời tàu, nó tiếp tục hành trình đi sang vùng bờ Đông, băng qua kênh đào Panama vào ngày 3 tháng 12 và đi đến cảng New York vào ngày 10 tháng 12.
Joyce được đại tu tại New York để chuẩn bị ngừng hoạt động, rồi lên đường đi Green Cove Springs, Florida vào ngày 21 tháng 1, 1946. Nó được cho xuất biên chế tại đây vào ngày 1 tháng 5, 1946 và được đưa về Hạm đội Dự bị Đại Tây Dương.

### 1951 - 1960

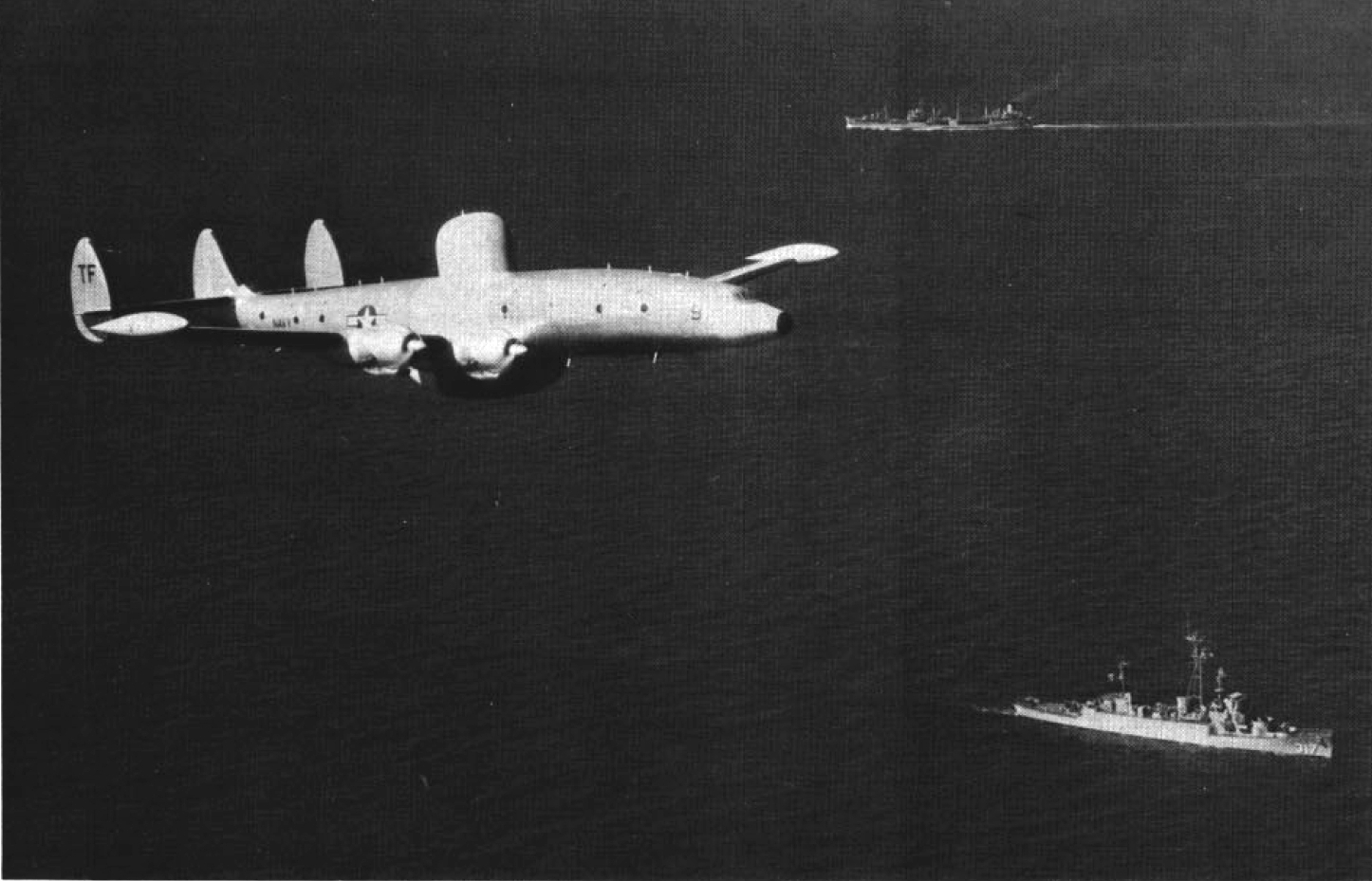
Một máy bay cảnh báo sớm EC-121 Warning Star đang bay bên trên USS Joyce vào những năm 1950.

Sau khi cuộc Chiến tranh Triều Tiên bùng nổ vào tháng 6, 1950, Joyce được huy động trở lại phục vụ, được kéo đến Xưởng hải quân Mare Island tại Vallejo, California để cải biến thành một tàu hộ tống khu trục cột mốc radar. Nó được xếp lại lớp như là chiếc DER-317 vào ngày 13 tháng 9, 1950, rồi được cho tái biên chế vào ngày 28 tháng 2, 1951 dưới quyền chỉ huy của Hạm trưởng, Thiếu tá Hải quân J. P. McGrady.
Sau khi hoàn tất việc chạy thử máy dọc theo bờ biển California, Joyce lên đường vào ngày 12 tháng 5 để phục vụ cùng Hạm đội Đại Tây Dương. Đi đến Newport, Rhode Island vào ngày 21 tháng 6, nó gia nhập Hải đội Hộ tống 10 và làm nhiệm vụ tuần tra, tham gia các cuộc thực hành phòng không ngoài khơi bờ biển New England, và trong tám tháng tiếp theo đã có ba lượt phục vụ tuần tra tại hàng rào Đại Tây Dương, trải dài từ Newfoundland cho đến Puerto Rico. Nó khởi hành từ Newport vào ngày 19 tháng 2, 1952 để cùng Hải đội Hộ tống 10 thực hành tuần tra ngăn chặn tại vùng biển Caribe, và di chuyển từ Panama đến Trinidad trước khi quay trở về Newport vào ngày 20 tháng 3.
Gia nhập Hải đội Hộ tống 16, Joyce thực tập chiến thuật chống tàu ngầm phối hợp cùng tàu ngầm Cobbler (SS-344) tại khu vực Virginia Capes. Sau đó nó khởi hành từ Newport vào ngày 30 tháng 6, và hoạt động như cột mốc radar trong Hệ thống Cảnh báo sớm Tên lửa đạn đạo (BMEWS: Ballistic Missle Early Warning System) tại hàng rào Đại Tây Dương. Ngoài trừ các giai đoạn bảo trì, đại tu và huấn luyện, con tàu đảm nhiệm vai trò này trong suốt năm năm tiếp theo tại vùng biển Đại Tây Dương, trong phạm vi trải dài từ Nova Scotia và Newfoundland cho đến Virginia Capes và khu vực Tây Ấn.
Rời Newport vào ngày 17 tháng 7, 1957, Joyce cùng hải đội của nó được điều động sang phục vụ tại khu vực Thái Bình Dương, di chuyển ngang qua Cộng hòa Dominica, Panama và San Diego trước khi đi đến Trân Châu Cảng vào ngày 18 tháng 8. Sau sáu tuần lễ huấn luyện, nó đảm nhiệm vai trò cột mốc radar tại hàng rào BMEWS Thái Bình Dương, kéo dài từ Trân Châu Cảng cho đến đảo Midway và quần đảo Marshall. Nó rời Trân Châu Cảng vào ngày 13 tháng 5, 1958, đi đến đảo san hô Eniwetok để làm nhiệm vụ tìm kiếm và giải cứu, rồi quay trở về Trân Châu Cảng vào ngày 17 tháng 6. Nó tiếp tục nhiệm vụ cột mốc canh phòng và tuần tra cho đến ngày 16 tháng 3, 1960, khi nó quay trở về vùng bờ Tây.
Đi đến Long Beach, California vào ngày 22 tháng 3, Joyce đi vào Xưởng hải quân Long Beach để chuẩn bị ngừng hoạt động. Con tàu được cho xuất biên chế vào ngày 17 tháng 6, 1960, rồi được đưa về Đội Long Beach trực thuộc Hạm đội Dự bị Thái Bình Dương. Nó sau đó được kéo đến Đội San Diego, California, nhưng tiếp tục bị bỏ không trong thành phần dự bị cho đến khi bị rút tên khỏi danh sách Đăng bạ Hải quân vào ngày 1 tháng 12, 1972. Cuối cùng con tàu bị bán để tháo dỡ vào ngày 11 tháng 9, 1973.

## Phần thưởng
Joyce được tặng thưởng một Ngôi sao Chiến trận do thành tích phục vụ trong Thế Chiến II.
|             |  |  |
| Bronze star |  |  |

| Huân chương Chiến dịch Hoa Kỳ                                                | Huân chương Chiến dịch Hoa Kỳ        | Huân chương Chiến dịch Châu Á-Thái Bình Dương | Huân chương Chiến dịch Châu Á-Thái Bình Dương |
| Huân chương Chiến dịch Châu Âu-Châu Phi-Trung Đông với 1 Ngôi sao Chiến trận | Huân chương Chiến thắng Thế Chiến II | Huân chương Chiến thắng Thế Chiến II          | Huân chương Phục vụ Phòng vệ Quốc gia         |